# Черкаська дамба
Черка́ська дамба — транспортний комплекс в Черкаській області України, переправа через Кременчуцьке водосховище річки Дніпро між містом Черкаси на правому березі та селом Благодатне на лівому. Складається з металевого мосту та бетонно-земляної дамби.
Дамба є найбільшою в Україні, сягаючи загальної з мостом довжини приблизно 13—13,5 км. За день через неї проїжджає до 11 тис. автомобілів. Нею пролягає автошлях Н16.

## Історія
1954 року розпочалось будівництво греблі Кременчуцької ГЕС, перед якою утворилось Кременчуцьке водосховище. Дерев'яний міст, який збудували як тимчасовий після Другої світової війни, слід було підняти мінімум на 4 м. Тож було прийнято рішення про будівництво нового мосту через річку Дніпро. У лютому 1956 року на місце будівництва прибули робітники організації «Мостопоїзд-473». Влітку 1959 року розпочався монтаж металевих частин конструкції, а протягом 1960—1961 років була зведена автомобільна частина.

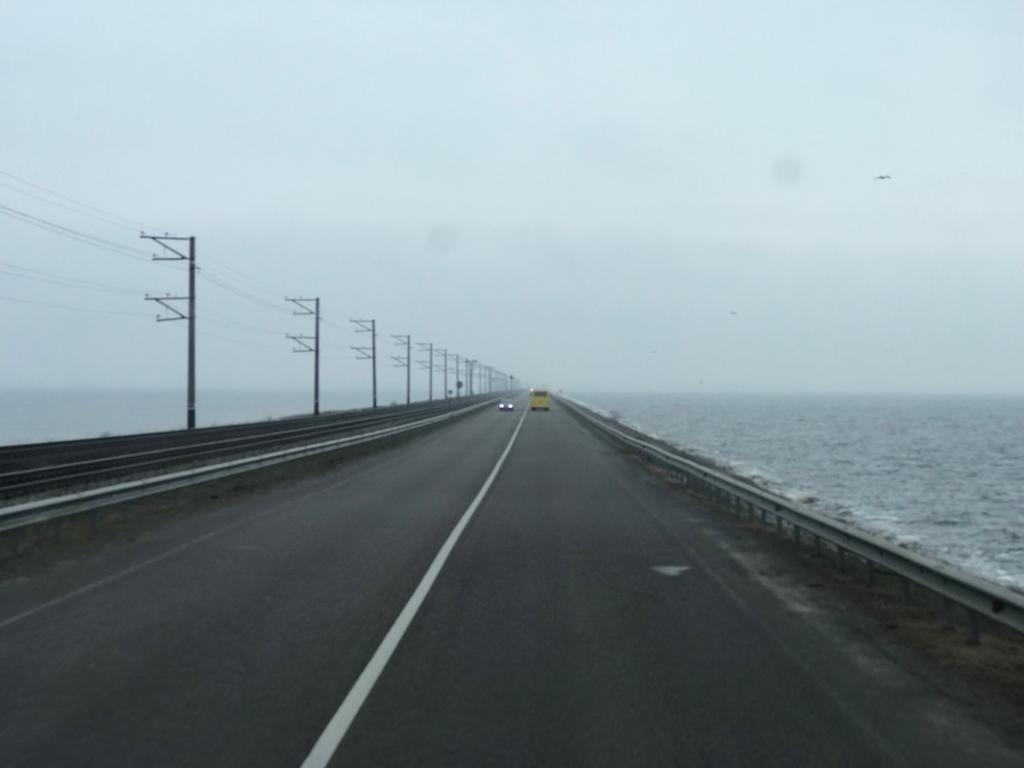
Черкаська дамба березень 2023.

1984 року у Генеральному плані розвитку міста, затвердженому постановою Ради міністрів УРСР, звучало питання будівництва нового мосту, який би з'єднав Черкаси з новим мікрорайоном (у перспективі новим містом) Черкаси-2. Проект нового мосту розробляли в інституті «Дніпромісто», а будівництво нового мосту — у «Київсоюздопроекті». Згідно з проектом, новий міст мав би бути продовженням вулиці Михайла Грушевського і з'єднав би з новим намивним островом на лівому березі Дніпра. Передбачалося, що міст матиме 2 автомобільні смуги по 3,75 м ширини, 2 смуги для руху громадського транспорту по 4 м ширини, розподільчу та запобіжні смуги, 2 тротуари. Загальна ширина мосту повинна була мати 25 м, а довжина — 1847 м. Передбачалась наявність двох судноплавних прольотів шириною 120 та 140 м і висотою по 16 м. Кошторис такого мосту склав у цінах 1984 року 117,115 млн карбованців, але із закінченням брежнєвської епохи проєкт не був втілений, а місто почало розбудовуватись у західному напрямку.
Після отримання Україною незалежності 1991 року, управління Одеської залізниці виступало за перебудову вже існуючого мосту. Планувалось добудувати другу колію за рахунок автомобільної частини, а для руху автомобілів збудувати окремий сусідній міст праворуч на 6 смуг довжиною 1,2 км та шириною 33,4 м. Вартість будівництва такого мосту мала обійтись за цінами 1992 року в 286,4 млн карбованців, що не могла собі дозволити нова держава. То ж план «Київсоюздорпроєкту» переобладнання Черкаського мосту так і лишився проєктом.
Останній ремонт асфальтового покриття був здійснений 1985 року. Згідно з перевірками 2004 року, на мосту слід замінити 40 залізобетонних плит прогінної конструкції, повністю відновити залізобетонний короб, по якому проходять комунікації залізниці і який одночасно виконує функції бар'єру. У квітні 2009 року був затверджений план капітального ремонту дамби, який передбачав фінансування на суму 97,4 млн грн. Через відсутність належних коштів, з 19 травня був проведений лише «косметичний ремонт» — оновлено асфальтобетонне покриття проїжджої частини. Він продовжився всього на 3 тижні (при капітальному ремонті строки сягали б одного року) і за цей час автомобільний рух був переведений до мосту у Каневі. Для цього додатково було відремонтовано автомобільний міст через річку Вільшанку. Всього на ремонт було витрачено 6,3 млн грн.
У ніч з 28 на 29 червня 2011 року, через сильні зливи, нижня сторона дамби у двох місцях була розмита дощовою водою. Це призвело до зупинки руху автомобілів, однак до вечора 29 червня роботи з ремонту дорожнього полотна були закінчені. Схожа проблема сталась у 1985 році, але тоді дощова вода розмила дамбу аж до залізничної колії, ремонтні роботи продовжились на місяць. Близько 20-ї години 20 лютого 2014 року під час Євромайдану місцева Народна самооборона влаштувала блок-пост при в'їзді на дамбу з боку Черкас, з метою недопущення автобусів із «тітушками» до міста. Місцеві загони «Беркуту», керівництво якого за декілька годин до цього на Соборній площі оголосило, що міліція лишається з народом, на 3 автобусах під'їхало з боку мікрорайону Дахнівка. Міліція намагалася розігнати активістів, застосовуючи при цьому вогнепальну зброю. Було пошкоджено багато автомобілів, поранено декількох людей з обох сторін.
19 червня 2017 року міст було перекрито на капітальний ремонт, що спричинило багато проблем із рухом автомобільного транспорту між берегами. На ремонтні роботи було виділено 115,5 млн грн, однак очікувані витрати згідно з тендерами сягнули 121,3 млн грн.

### Російсько-українська війна
26 червня 2022 року було завдано ракетного удару по Черкащині, внаслідок чого загинула одна людина, п'ятеро було травмовано, була пошкоджена дамба. Також було запроваджено обмеження руху на автодорогою Н16. Зокрема черкаською дамбою. Через черкаську дамбу заборонено проїзд автомобільного транспорту понад 8 тонн. Об'їзд через Канів. Також було скасовано рух деяких поїздів.

## Міст
Металевий фермовий міст довжиною за різними даними 1172—1174 м і шириною 7 м. Міст має судноплавні прольоти — третій і четвертий із правого берега — мають ширину 100 м, висоту 12,5 м. Максимальна глибина під мостом — 15 м. Рух пішоходів та велосипедистів через міст заборонено. Міст, як важливий об'єкт транспортної інфраструктури, знаходиться під цілодобовою охороною.

## Дамба
Бетонно-земляна дамба загальною довжиною приблизно 13 км простягається від правого берега на 0,9 км та від лівого майже на 12 км. Лівобережна ділянка має невелику ширину, нею проходить автошлях, що складається всього з двох смуг, по одній у кожен бік. Через вузькість дорожнього полотна тут досить часто трапляються автомобільні аварії, які виникають через порушення правил обгону на дамбі. Ускладнення даної проблематики виникає через те, що через аварію рух по дамбі повністю припиняється. Поряд проходить залізнична колія. На невеликому розширенні в районі колишнього затопленого села знаходиться залізничний роз'їзд Панське, який має допоміжні та житлові будинки працівників залізниці. Це найширше місце дамби є улюбленим місцем місцевих рибалок, адже зовсім поряд проходить фарватер. Також з обох кінців мосту розташовані озера. На початку дамби, з боку Черкас, розташований зупинний пункт Соснівка.

## Галерея

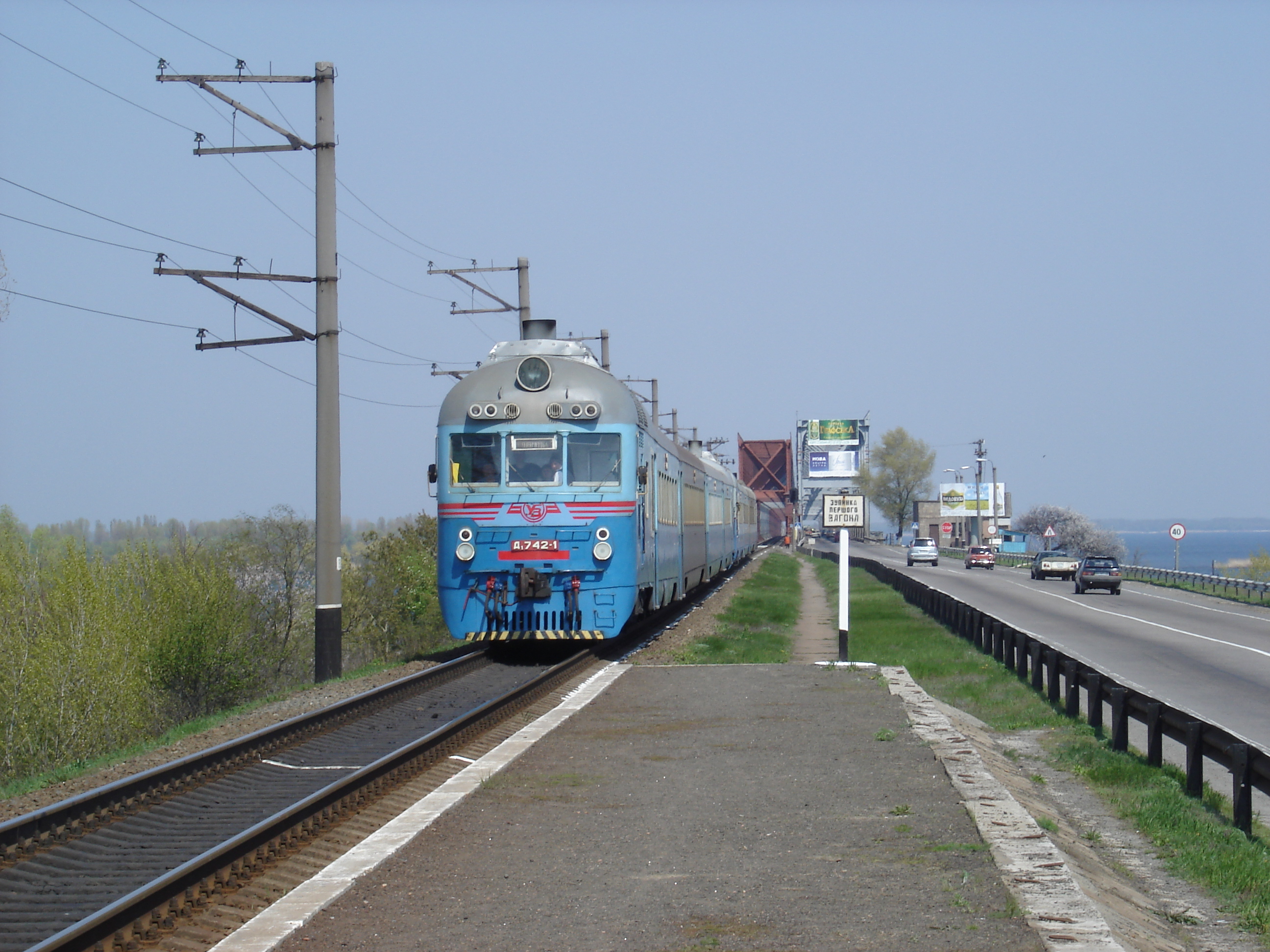
Зупинний пункт Соснівка перед в'їздом на дамбу
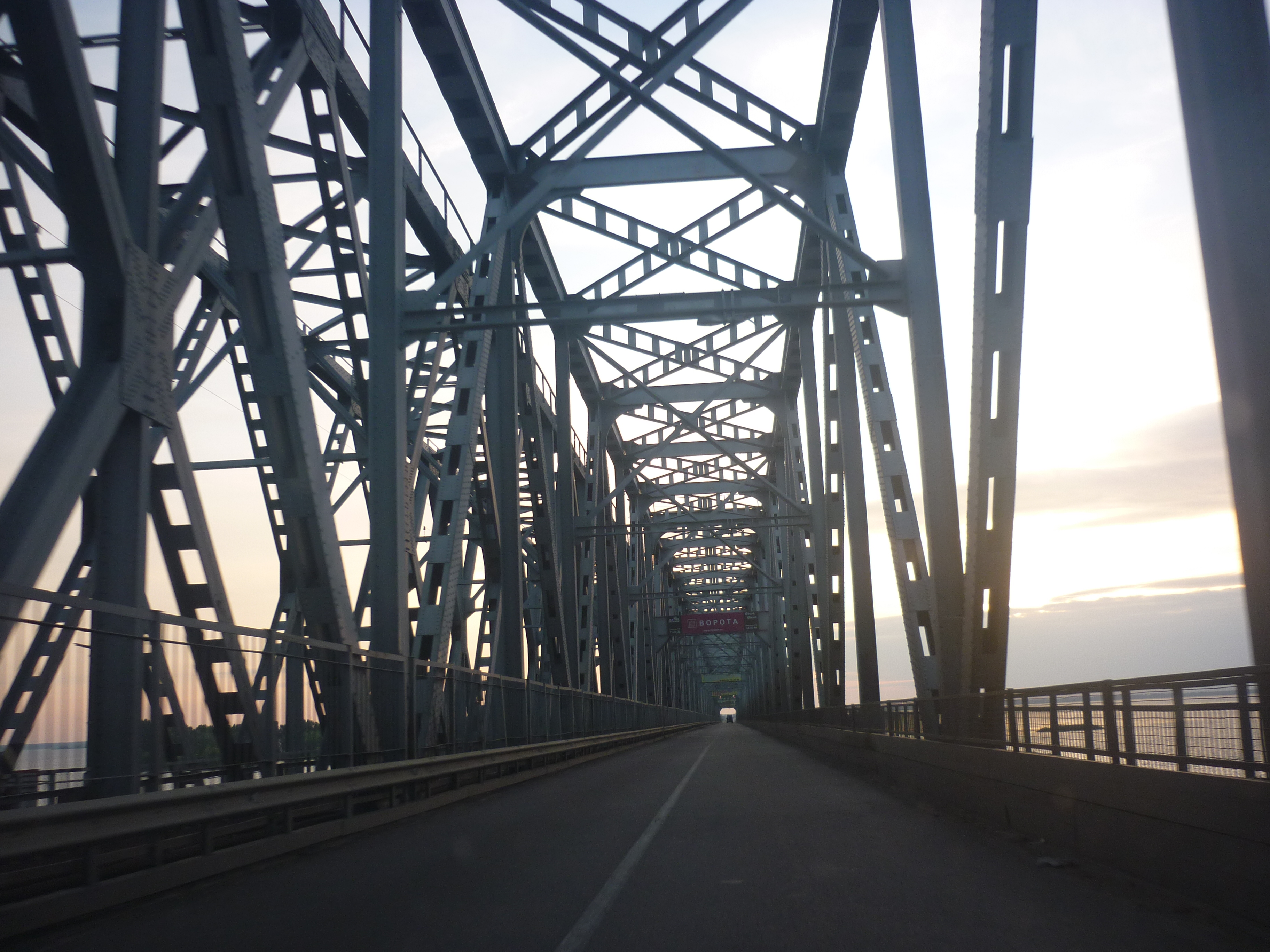
Міст
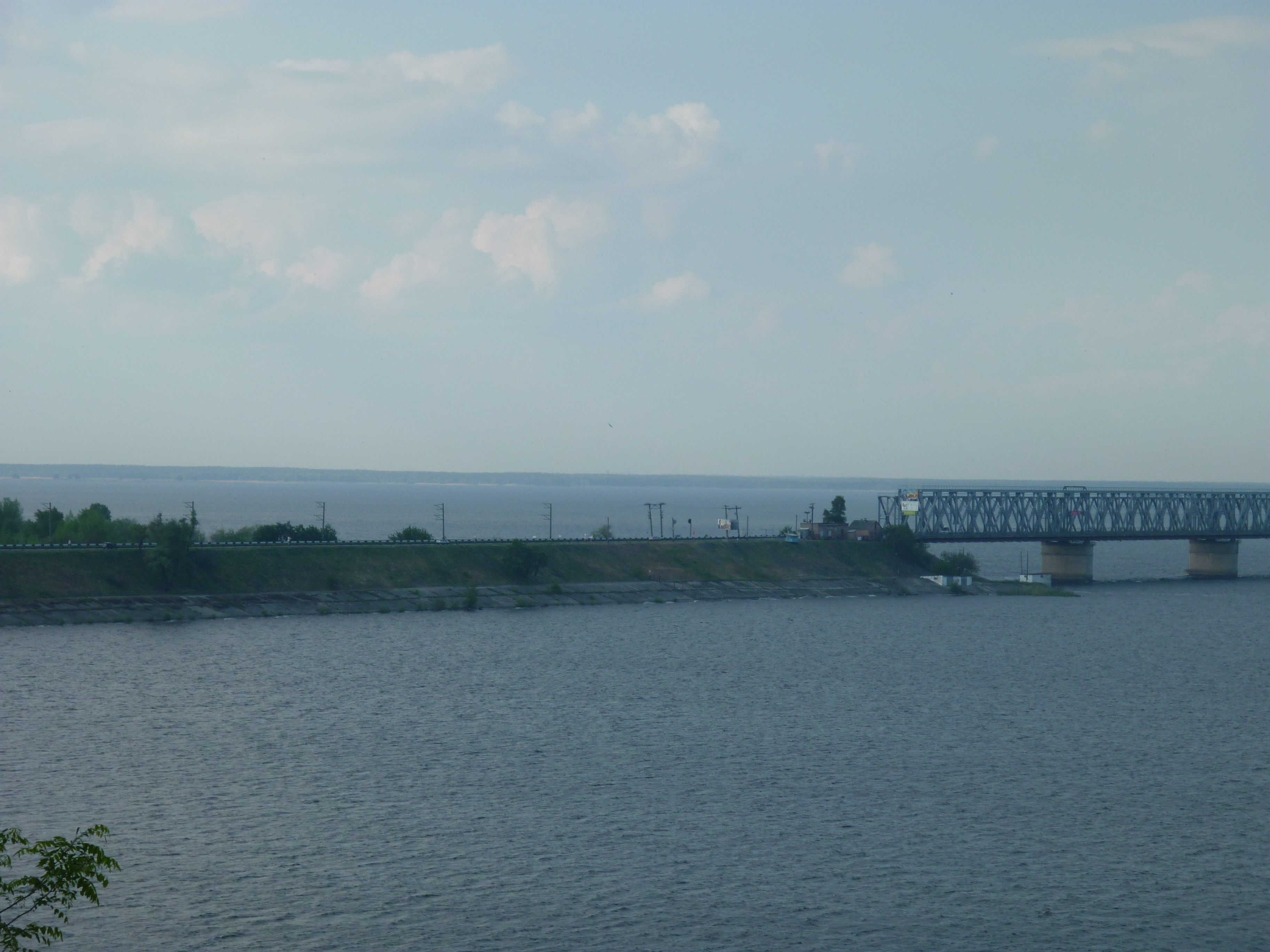
Дамба перед мостом
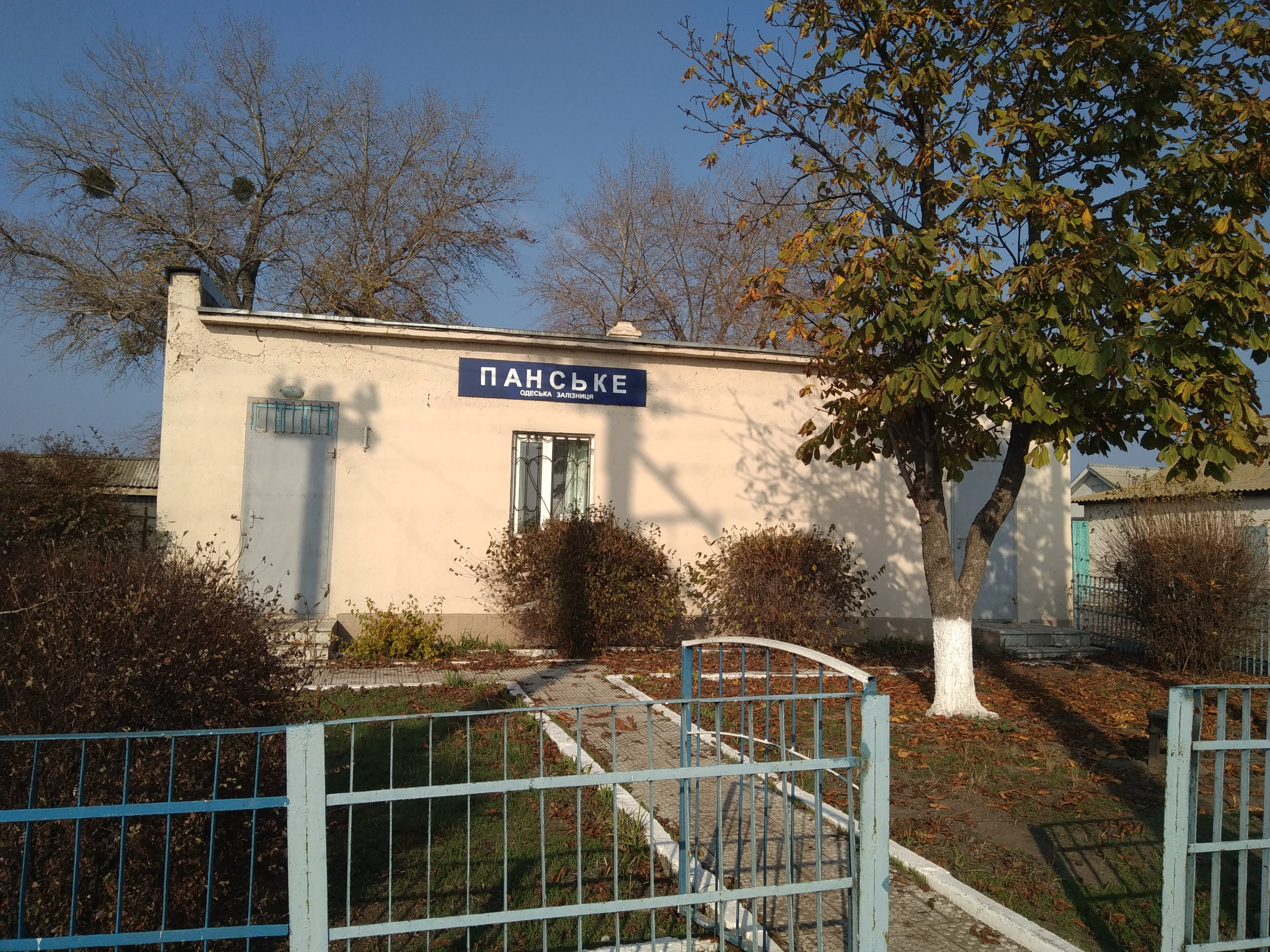
Залізничний роз'їзд Панське на дамбі
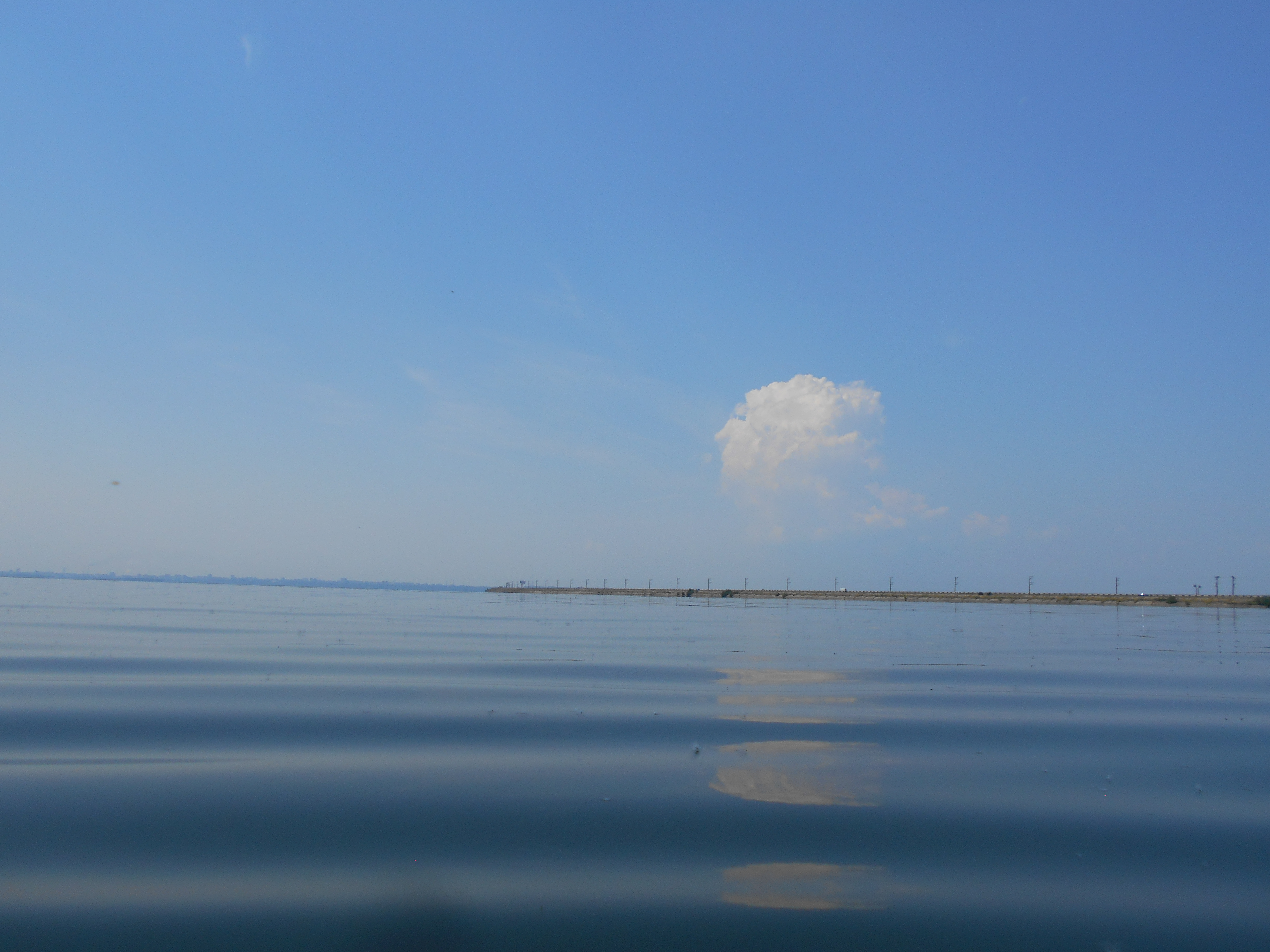
Ділянка дамби через водосховище